# Diospyros mespiliformis
L'ebano africano (Diospyros mespiliformis Hochst. ex A.DC., 1844) è un grande albero deciduo della famiglia delle Ebenacee, diffuso  in Africa e nella penisola Arabica.
Gli sciacalli sono ghiotti dei suoi frutti, da qui il nome tradizionale afrikaans Jakkalsbessie (da jacakkal, sciacallo e bessie, bacca).

## Descrizione
Gli alberi maturi hanno una corteccia grigio scura fessurata. Un albero adulto raggiunge in media i 4 a 6 metri di altezza, anche se occasionalmente può raggiungere i 25 metri. Il fogliame è fitto, di colore verde scuro e con foglie ellittiche, che sono spesso consumate dagli animali al pascolo, ad esempio gli elefanti e i bufali. L'albero fiorisce nella stagione delle piogge; i fiori sono imperfetti e color crema; ogni albero ha fiori di un solo genere, maschili o femminili. L'albero femmina nella stagione secca porta frutti di forma ovale, gialli e con un diametro di circa 20-30mm, che vengono mangiati da molti animali selvatici. Quando i frutti maturano diventano viola. L'albero, come la Marula, è uno dei preferiti dei Bantu, che lo lasciano crescere nelle terre coltivate, al fine di raccogliere i frutti.

## Sviluppo
L'ebano africano spesso cresce sui termitai, preferendo terreni alluvionali profondi, ma non è raro che cresca nella savana su terreni sabbiosi. Cresce in mutualismo con le termiti, che aerano il terreno per l'albero, ma non mangiano il legno vivo; l'albero fornisce a sua volta protezione alle termiti. L'ebano africano è la specie più grande del genere Diospyros in Sudafrica. La specie è diffusa a nord fino al Sahara. Si tratta di un membro della famiglia Ebenaceae, che comprende alberi come l'ebano di Ceylon (Diospyros ebenum) e il cachi commestibile (Diospyros kaki).

## Usi

### Cucina
Tipico della cucina tradizionale africana, questo frutto ha il potenziale per migliorare la nutrizione, aumentare la sicurezza alimentare, favorire lo sviluppo rurale e l'agricoltura sostenibile. Il frutto è commestibile per l'uomo; il suo sapore è descritto come simile al limone, con una consistenza simile al gesso. I frutti possono essere conservati, essiccati e macinati per produrre farina, e spesso sono utilizzati per la produzione di birra e brandy. Gli Ovambo chiamano il frutto eenyandi, e lo usano per distillare l'Ombike, il loro liquore tradizionale.

### Medicina
Le foglie, la corteccia e le radici dell'albero contengono tannino, che può essere usato come emostatico, per fermare il sanguinamento. Le radici sono indicate per eliminare i parassiti e si crede che siano un rimedio utile per la lebbra.

### Legno
Il legno dell'ebano africano è quasi immune ai danni causati dalle termiti. Il cuore del legno è a grana fine e forte, e spesso è  usato per la fabbricazione di parquet e mobili. I tronchi dell'albero vengono utilizzati per le canoe. Il colore del legno varia da un chiaro bruno-rossastro a un marrone molto scuro.